# Cetatea Bologa
Cetatea de la Bologa se află în cadrul localității Bologa din județul Cluj.

## Istoric
Un castrum antic roman, numit Resculum este cea mai veche așezare din zonă specificată în documente. A fost ridicat în jurul anului 106 D.C., drept garnizoană a Cohortei II “Hispanorum”, a cărei misiune era, probabil, apărarea graniței Imperiului Roman. Pe măsură ce romanii au încercat să consolideze granițele, în secolul II D.C. au fost aduși coloniști din Grecia, se crede din zona Patras. 
Ruinele castrului sunt vizibile și astăzi în locul numit "Grădiște", deși majoritatea zonei a fost folosită ca suprafață agricolă. În apropierea castrului există și ruinele unei băi romane.

### Evul mediu
Pe lângă castru, pe malul opus al râului Henț se află o fortăreață, menționată pentru timp de mai multe secole ca Sebesvár și apărând pe majoritatea hărților Evului Mediu ale zonei. Bologa a fost atestată pentru prima oară documentar în 1304 ca Sebuswar, apoi apărând nominalizată cu diverse nume, cum ar fi Sepuswar din 1324, Sebeswar - 1329, Sebeswar alio nomine Hunyadwar - 1398, Castrum regis Sebes - 1393, Castrum regis Hunyad - 1397, Sebes Varallya - 1760. 
Regele Sigismund de Luxemburg a donat Bologa împreună cu Cetatea Bran lui Mircea cel Bătrân, după semnarea la Brașov a tratatului de alianță împotriva Imperiului Otoman în 1399.
Punct strategic pe drumul care ducea la Oradea, fortăreața a servit și drept refugiu pentru populația locală în momentele de restriște. A câștigat importanță în secolul XVII, când otomanii au cucerit Oradea și împiedica acțiunea de colectare a taxelor. Sultanul a ordonat demolarea ei, dar ordinul nu a fost dus la îndeplinire. A fost distrusă însă mai târziu de lobonți prin explozie. Turnul și o mare parte din ziduri au mai rămas încă în picioare. La mijlocul secolului XX turnul și-a pierdut acoperișul, probabil ultimul element din lemn al ruinelor. Tot ceea ce a mai rămas este piatră.

## Galerie de imagini

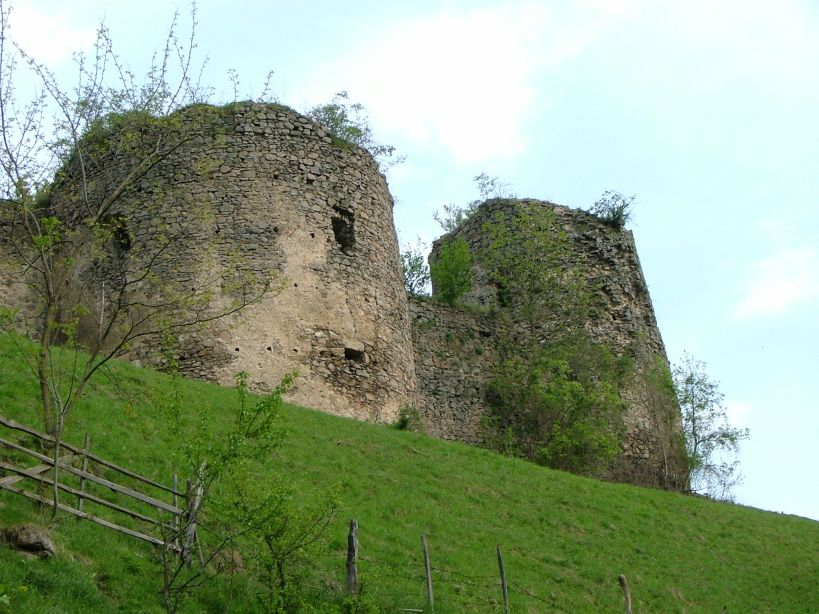
Cetatea Bologa
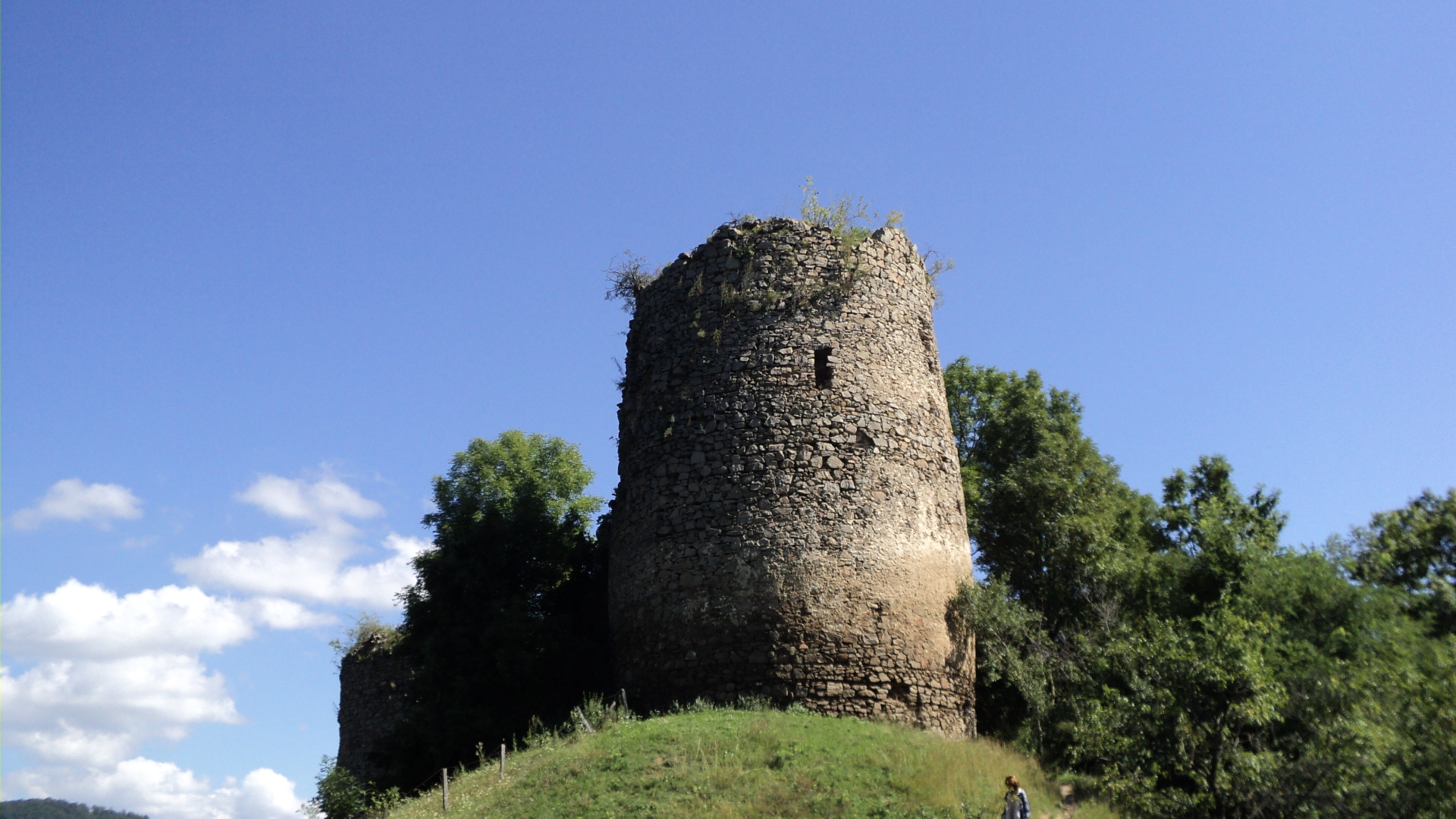
Cetatea Bologa
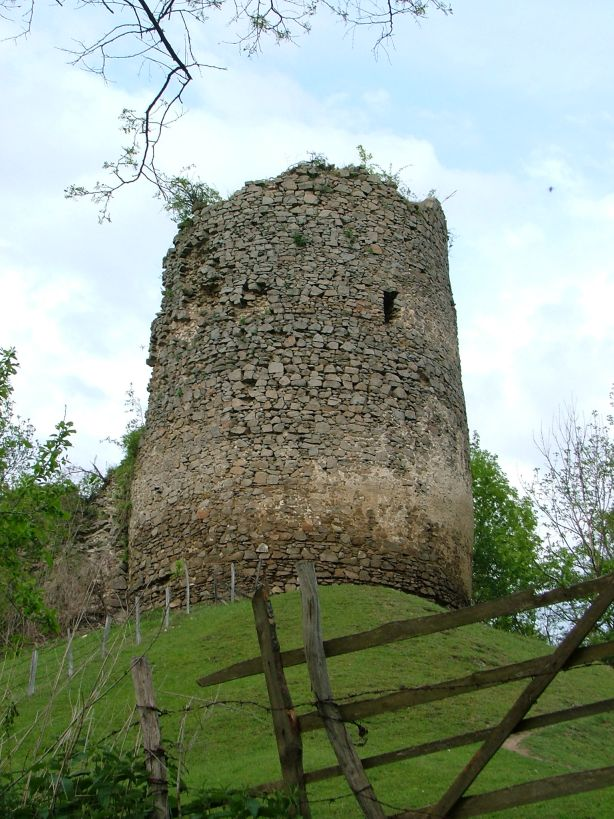
Cetatea Bologa